# Christina Nilsson, 1843–1921, som Ofelia
Christina Nilsson, 1843–1921, som Ofelia är en oljemålning av den franske konstnären Alexandre Cabanel från 1873. Den ingår sedan 1906 i Statens porträttsamling på Gripsholms slott som Nationalmuseum sedan 1860-talet ansvarar för. 
Cabanel var professor vid École nationale supérieure des Beaux-Arts och känd som akademisk salongskonstnär med historiska, bibliska och mytologiska motiv på sin repertoar utförda i en förskönande och elegant stil. Han var även en mycket uppskattad porträttmålare – ofta anlitad av tidens celebriteter. Här skildrar han den svenska sopranen Christina Nilsson i rollen som Ofelia i Ambroise Thomas opera Hamlet från 1868. Porträttet föreställer stjärnan i operans mest kända scen där Ofelia efter en gripande aria dränker sig. 
Nilsson gjorde succé i Paris och turnerade sedan i Europa och Amerika. Hon var även en stor konstsamlare och testamenterade över 200 föremål till Nationalmuseum, däribland denna målning.
Cabanel målade också Nilsson som Pandora 1873. Målningen Pandora är 70 x 49 cm stor och förvärvades samma år av den amerikanske affärsmannen William Thompson Walters vars son 1931 testamenterade familjens konstsamling till staden Baltimore och det 1934 etablerade Walters Art Museum. Pandora var en kvinna i grekisk mytologi som öppnade en förbjuden ask ("Pandoras ask") och därmed släppte ut alla slags lidanden som därefter drabbade mänskligheten.

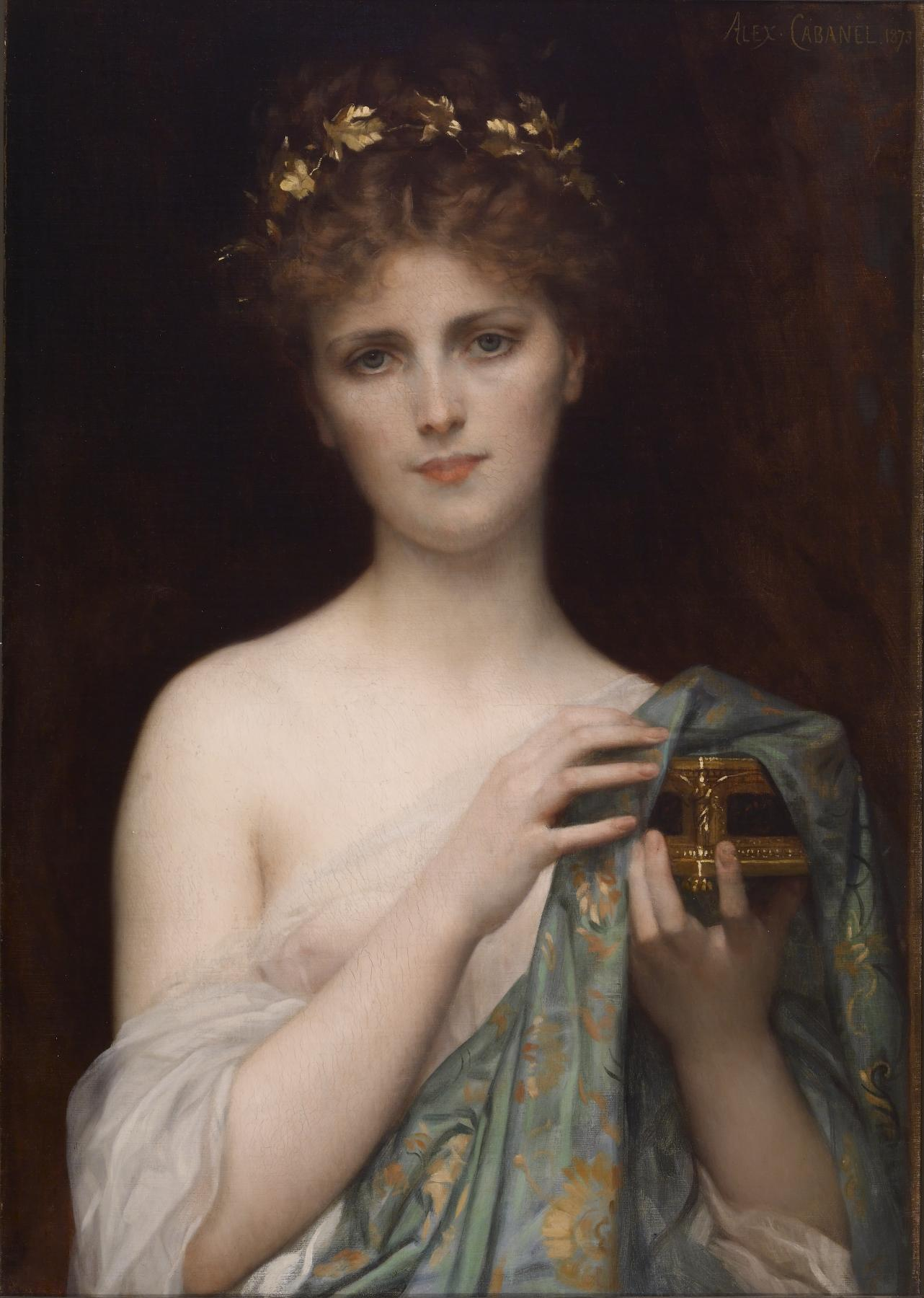
Cabanels Pandora (1873), Walters Art Museum.